# Formangueires

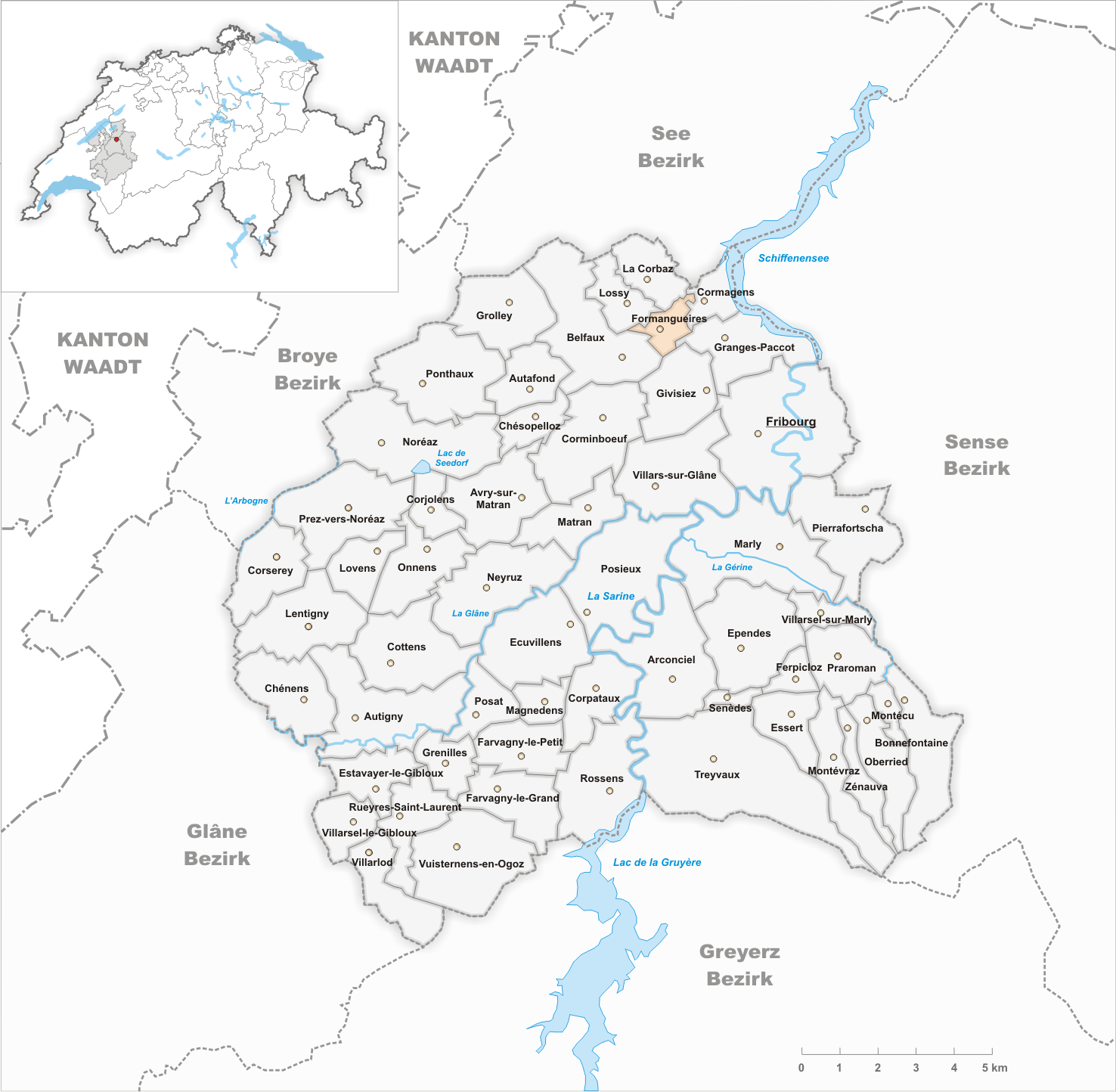
Gemeindestand vor der Fusion am 1. Januar 1982

Formangueires (Freiburger Patois Formandyêreⓘ) ist eine Ortschaft und früher selbständige politische Gemeinde im District de la Sarine (deutsch: Saanebezirk) des Kantons Freiburg in der Schweiz. Am 1. Januar 1982 wurde Formangueires mit Lossy in der neuen Gemeinde Lossy-Formangueires vereinigt. Heute gehört es zur Gemeinde La Sonnaz.

## Geographie
Formangueires liegt auf 585 m ü. M., vier Kilometer nordwestlich der Kantonshauptstadt Freiburg (Luftlinie). Das Dorf erstreckt sich auf einer Geländeterrasse am südlichen Talhang der Sonnaz, im Molassehügelland des Freiburger Mittellandes. Die ehemalige Gemeindefläche betrug rund 1 km². Das Gebiet reichte vom breiten Talboden der Sonnaz südwärts über den Hang von Formangueires bis an den Waldrand des Bois de la Faye (bis 640 m ü. M.).

## Bevölkerung
Mit 56 Einwohnern (1981) zählte Formangueires vor der Fusion zu den kleinsten Gemeinden des Kantons Freiburg. Im Jahr 1950 hatte das Dorf noch 74 Einwohner. Zu Formangueires gehörten mehrere Einzelhöfe.
Einwohnerzahlen: Volkszählungsdaten

## Wirtschaft
Formangueires lebt noch heute von der Landwirtschaft, insbesondere vom Ackerbau, dem Obstbau und der Viehzucht. Durch die Wasserkraft der Sonnaz wurde früher eine Mühle betrieben. In den letzten Jahren hat sich das Dorf auch zu einer Wohngemeinde entwickelt. Die meisten Erwerbstätigen sind deshalb Wegpendler, die hauptsächlich in der Region Freiburg arbeiten.

## Verkehr
Das Dorf liegt abseits der grösseren Durchgangsstrassen an einer Verbindungsstrasse von Belfaux nach Pensier. Der nächste Anschluss an die Autobahn A12 (Bern-Vevey) befindet sich rund 4 km vom Ortskern entfernt. Formangueires besitzt keine direkte Anbindung an das Netz des öffentlichen Verkehrs. Der nächste Bahnhof an der Eisenbahnlinie Freiburg-Murten befindet sich in Belfaux (1 km vom Ortskern entfernt).

## Geschichte
Die erste urkundliche Erwähnung des Ortes erfolgte 1294 unter den Namen Villa Fromondeiri und Fromendeire. Später erschienen die Bezeichnungen Fromenderie (1363) und Fromendeyri (1431). Der Ortsname ist vom lateinischen Wort frumentum (Getreide) abgeleitet.
Seit dem Mittelalter unterstand Formangueires den Herren von Englisberg. Spätestens ab 1442 gelangte das Dorf unter die Herrschaft von Freiburg und wurde der Alten Landschaft (Spitalpanner) zugeordnet. Nach dem Zusammenbruch des Ancien Régime (1798) gehörte Formangueires während der Helvetik und der darauf folgenden Zeit zum Bezirk Freiburg, bevor es 1848 mit der neuen Kantonsverfassung in den Saanebezirk eingegliedert wurde.
Schon seit 1834 wurden Formangueires und Lossy gemeinsam verwaltet. Auf den 1. Januar 1982 erfolgte deshalb der Zusammenschluss zur neuen Gemeinde Lossy-Formangueires. Diese fusionierte am 1. Januar 2004 mit La Corbaz und Cormagens zur Gemeinde La Sonnaz. Kirchlich gehört Formangueires zur Pfarrei Belfaux.